# Christophe Laborie
Christophe Laborie (Aurillac, 5 agosto 1986) è un ex ciclista su strada francese.

## Palmarès

### Strada
- 2009 (Dilettanti, una vittoria)

3ª tappa Mi-août en Bretagne (Pont-Scorff > Cléguer)
- 2010 (Dilettanti, una vittoria)

Classifica generale Essor breton
2ª tappa Tour Nivernais Morvan (Moulins-Engilbert > La Machine)

#### Altri successi
- 2010 (Saur-Sojasun)

Classifica sprint Tour du Limousin

## Piazzamenti

### Classiche monumento
- Parigi-Roubaix

2012: fuori tempo massimo
2013: ritirato
2014: ritirato
2015: 122º
2016: 81º